# Breaking Away
Breaking Away (titulada Los muchachos del verano en Hispanoamérica y El relevo en España) es una película comedia-dramática estadounidense, producida y dirigida por Peter Yates y escrita por Steve Tesich. Sigue un grupo de cuatro adolescentes en Bloomington, Indiana, que acaban de graduarse de la escuela. Está protagonizada por Dennis Christopher, Dennis Quaid, Daniel Stern, Jackie Earle Haley, Barbara Barrie, Paul Dooley y Robyn Douglass.
En 1979, El relevo ganó un Premio Oscar por Mejor Guion Original para Tesich, y recibió otras cuatro nominaciones en otras categorías, entre las que se incluyen el Premio Oscar Mejor Película. También ganó un Globo de Oro por la mejor película (Comedia o Musical) y recibió nominaciones en otras tres categorías de los Globos de Oro.
El joven protagonista de la película, Dennis Christopher, ganó el Premio BAFTA de 1979 del actor debutante más prometedor y el 1979 Premio Artista Joven para Mejor Lider Joven Actor en Una Película, y también consiguiendo una nominación Golden Globe para Nuevo Estrella del Año.
La película es la octava en la lista AFI's 100 años... 100 inspiraciones compilado por el American Film Institute (AFI) en 2006. En junio de 2008, el Instituto anunció las AFI's 10 Top 10, las mejores diez películas en diez clásicos géneros Americanos. Preguntaron alrededores de 1500 personas de la comunidad creativa. El relevo fue listado como la octava mejor película en el género de deportes.
Tesich era alumno de la Universidad de Indiana de Bloomington. La película fue rodeada en Bloomingoton, sus alrededores y el campus universitario.

## Argumento
Dave, Mike, Cyril, y Moocher son cuatro amigos de clase obrera, que viven en la población universitaria de Bloomington (Indiana). Acaban de cumplir 19 años, se graduaron de la escuela secundaria el año anterior y todavía no saben lo que quieren hacer con sus vidas. Pasan mucho tiempo juntos, nadando en una cantera abandonada, llena de agua. A veces tienen conflictos con los estudiantes acomodados de la Universidad de Indiana, que se refieren a ellos como los «canteros» o cutters, un término despectivo que hace referencia a los obreros de la industria de la piedra calcárea y los canteros que trabajan en la cantera de aquella zona.
Dave está obsesionado con las carreras ciclistas y con los corredores italianos en particular, porque recientemente ganó una bicicleta Masi. Su padre, que trabajaba como cantero y ahora tiene su propio negocio de venta de coches de segunda mano, está desconcertado y exasperado con la obsesión de su hijo con la música y la cultura italiana, a la que Dave asocia con el ciclismo. Sin embargo su madre, Evelyn, parece más comprensiva e incluso le prepara recetas de comida italiana.
Dave se enamora de una estudiante universitaria llamada Katherine y finge ser un estudiante de intercambio de Italia para poder cortejarla. Una noche, da una serenata a «Katerina» afuera de su Casa de Fraternidad, cantando una aria de Friedrich von Flotow M' Apparì Tutt' Amor, con Cyril acompañiandole con la guitarra. Cuando, Rob, el novio de Katherine descubre lo que pasó, sus Hermanos de Fratenidad atacan a Cyril pensando que es Dave. Aunque Cyril no quiere causar problemas, Mike insiste que deben encontrar a Rod y pelearse con él. El presidente de la universidad (era actualmente el verdadero Presidente Dr. John W. Ryan) reprime a los estudiantes por su arrogancia hacia los cutters. A pesar de las objeciones, el presidente invita a los cutters para que participen en la carrera ciclista de la Universidad de Indiana, el Little 500.
Cuando un equipo de ciclistas profesionales de Italia vienen al pueblo para competir en la carrera, Dave está emocionado por competir con ellos. Pero los italianos se irritan cuando Dave puede seguirles el ritmo. Uno de ellos mete una bomba de aire en la rueda de Dave, lo que provoca que se estrelle, lo que lo deja desilusionado y deprimido. Dave convence a sus amigos para formar un equipo de ciclismo para el Little 500. Los padres de Dave le dan camisetas escritas con Cutters. El Señor Stoller le cuenta a su hijo que cuando era un joven cantero, estaba orgulloso de haber ayudado a construir la universidad aunque nunca se sintió cómodo en el campus.
Dave es mejor que los otros competidores del Little 500. Mientras los otros ciclistas de los equipos universitarios tienen que cambiar de ciclista, él continua sin parar y gana bastante distancia. Sin embargo, se hace daño en un accidente y tiene que parar. Después de un momento de duda, Moocher, Cryil y Mike hacen turnos pedaleando pero empiezan a perder la delantera. Al fin Dave se ata con cinta a los pedales (que significa que él tendrá que terminar la carrera sin posibilidad de substitución) y empieza a ganar distancia. En la última vuelta, adelanta a Rod, que fue el favorito del equipo de fraternidad, y gana la carrera para Los Cutters. El señor Stoller está muy orgulloso de lo que ha logrado su hijo y él empieza a montar en bici también. Dave se matricula en la universidad, donde conoce a una bonita estudiante francesa. En poco tiempo, le está ensalzando las virtudes del Tour de Francia y los ciclistas franceses.

## Reparto
- Dennis Christopher: Dave Stoller
- Dennis Quaid: Mike
- Daniel Stern: Cyril
- Jackie Earle Haley: Moocher
- Paul Dooley: Ray Stoller
- Barbara Barrie: Evelyn Stoller
- Robyn Douglass: Katherine
- Hart Bochner: Rod
- P. J. Soles: Suzy
- Amy Wright: Nancy
- John Ashton: el hermano de Mike

## Producción

### Inspiración
El Little 500 es una carrera de ciclismo que es el punto central del la historia es una carrera real que ocurre cada año en la Universidad de Indiana. La recreación de la carrera para la película fue rodado en Antiguo Estadio Memorial de la Universidad de Indianaen el campus de la Universidad de Indiana. Fue demolido en 1982, cuatro años después del verano de 1978 que era cuando rodaron «El Relevo».
El equipo está basado en los campeones de Little 500 de 1962, el equipo Phi Kappa Psi. El ciclista legendario y aficionado de Italia Dave Blase era un miembro del equipo y fue la inspiración para el carácter principal de la película. El escribo el guion con Steve Tesich, otro miembro del equipo Phi Kappa Psi. El nombre Dave Stoller es una combinación del nombre de Blase y el entrenador Bob Stohler. En la carrera de 1962, Blase recorrió 139 de las 200 vueltas y cruzó la meta el ganador, como el protagonista de la película. Blase aparece en la película como el anunciador de la carrera.

### Rodaje

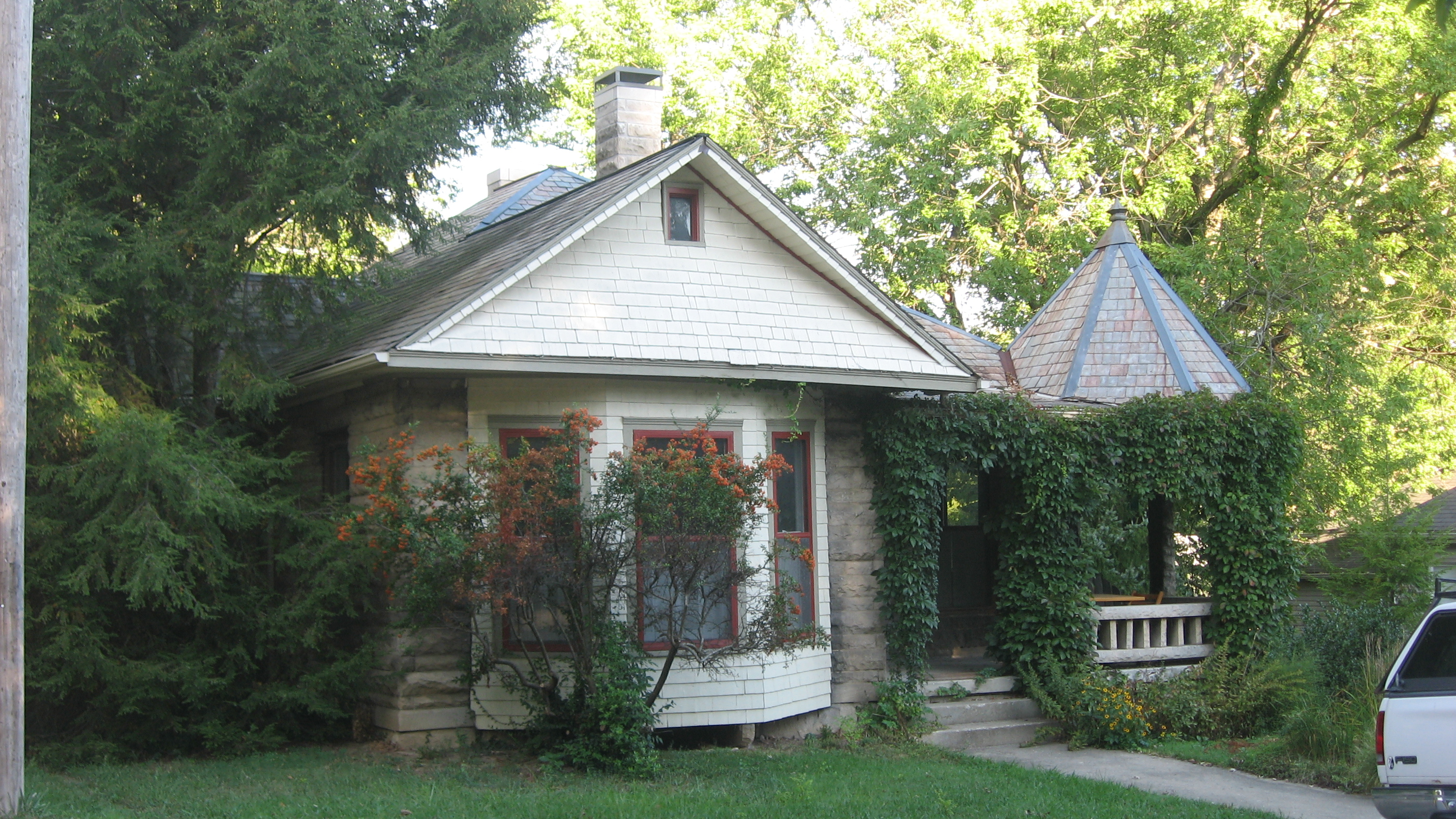
La casa de Dave.

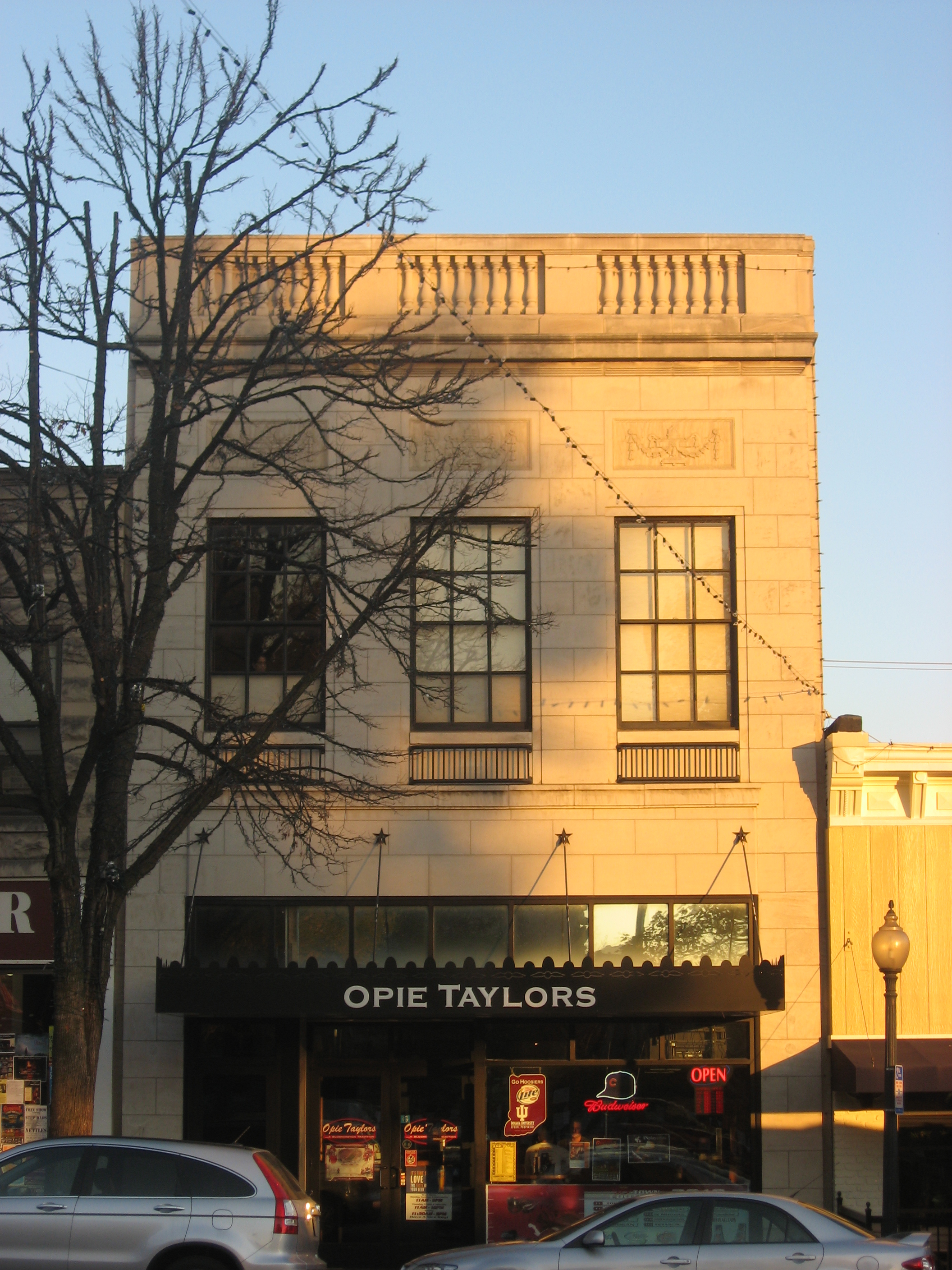
La pizzeria en la película, que ahora es un Opie Taylors.

Las escenas rodadas en y alrededor de Bloomington, Indiana, se rodaron durante el verano de 1978. Muchas de las escenas fueron rodeadas en el campus de la Universidad de Indiana Bloomington. Se puede ver el Indiana Memorial Union en el fondo durante una vuelta que Dave da por el campus. La casa de Dave Stoller en la película está localizada en la esquina de S. Lincoln St. y E. Dodds St. La pizzería en la película («PAGLIAI'S») ahora es un Opie Taylors en el lado este de North Walnut Street, al otro lado del Juzgado de Condado de Monroe. Otras escenas fueron rodadas en la casa de sorodidad Delta Delta Delta (818 E. 3rd St) al lado de Jordan Street.
La «vuelta de éxtasis» en la carretera arbolado donde conoce Kathy por la primera vez (y donde pinchó su neumático) se rodó en «West Gate Road» en Brown County State Park de Indiana, 14 milas (23 km) este de Bloomington en State Road 46.
Otras dos escenas fueron rodadas en W. 7th: una en Fairview Elementary, y la otra tres manzanas este y cerca a las intersección de W. 7th St. y N. Madison (han quitado las viejas vías de tren). La escena cuando Dave cruza bajo una luz roja en frente de su padre, se rodó en la esquina suroeste del juzgado del Condado de Monroe, el la intersección de College St. y W. Kirkwood Ave.(unos segundos antes de correrla, la luz es visible cuando pasa el juzgado y ve a Moocher y Nancy). La escena en la línea de salida de la carrera «Cinzano 100» era en intersección de Indiana State Roads 46 y 446 en el borde oriental de la ciudad.
La vieja cantera de roca calcárea donde Dave y sus amigos nadaban estaba en propiedad privada Perry Township al sur de Bloomington, en el término de la carretera East Empire Mill (salida de State Road 37), y está cerrada a los visitantes. Ahora normalmente se la llama cantera Roof Top, pero originalmente era conocida como The Long Hole o Cantera Sanders. La piedra extraída se utilizó para la construcción del Empire State Building.
El concesionario de coches de segunda mano (Campus Cars) que pertenece al padre de Daves estaba en S. Walnut St. y era un concesionario de coches de segunda mano por años pero ahora hay dos edificios comerciales en la propiedad, en 1010 S. Walnut. St. Al lado está el concesionario de motocicletas Honda. Se puede ver en el fondo durante la famosa escena «Devolución? DEVOLUCIÓN??»; todavía está allí.
Hay música de Felix Mendelssohn, Gioachino Rossini y Friedrich von Flotow en la película. La música fue adaptada por Patrick Williams.
Tesich y Yates también trabajaron juntos en Eyewitness (1981) y Eleni (1985). Tesich escribiría el guion de otra película sobre ciclismo, American Flyers (1985), protagonizada por Kevin Costner.

## Recepción
La película recibió críticas muy positivas en 1979, y recaudó aproximadamente 20 millones de dólares en los Estados Unidos.

## Premios
| Premio                                   | Categoría                                                                    | Candidato          | Resultado | Ref.   |
| ---------------------------------------- | ---------------------------------------------------------------------------- | ------------------ | --------- | ------ |
| Ceremonia del 52.º Premios Óscar         | Mejor Película                                                               | Breaking Away      | Nominada  | [ 9 ]  |
| Ceremonia del 52.º Premios Óscar         | Mejor Director                                                               | Peter Yates        | Nominado  | [ 9 ]  |
| Ceremonia del 52.º Premios Óscar         | Mejor Actriz de Reparto                                                      | Barbara Barrie     | Nominada  | [ 9 ]  |
| Ceremonia del 52.º Premios Óscar         | Mejor Guion Original                                                         | Steve Tesich       | Ganador   | [ 9 ]  |
| Ceremonia del 52.º Premios Óscar         | Mejor Banda Sonora                                                           | Patrick Williams   | Nominado  | [ 9 ]  |
| 33º Premios BAFTA                        | Premio BAFTA para el debutante más prometedor en papel protagonista del cine | Dennis Christopher | Ganador   | [ 10 ] |
| 37.ª edición de los Premios Globo de Oro | Mejor Película, Comedia o Musical                                            | Breaking Away      | Ganador   | [ 11 ] |
| 37.ª edición de los Premios Globo de Oro | Mejor Director                                                               | Peter Yates        | Nominado  | [ 11 ] |
| 37.ª edición de los Premios Globo de Oro | Mejor Guion – Película                                                       | Steve Tesich       | Nominado  | [ 11 ] |
| 37.ª edición de los Premios Globo de Oro | Nueva Estrella del Año, Actor                                                | Dennis Christopher | Nominado  | [ 11 ] |
| 32.º Premios WGA                         | Mejor comedia escrita para el cine                                           | Steve Tesich       | Ganador   | [ 12 ] |
| 1.ª edición de los Premios Artista Joven | Mejor película protagonizada por jóvenes                                     | Breaking Away      | Nominada  | [ 13 ] |
| 1.ª edición de los Premios Artista Joven | Mejor actor joven en una película                                            | Dennis Christopher | Ganador   | [ 13 ] |

## Legado

### Series de televisión
Entre 1980 y 1981, se emitió una serie de televisión basada en la película, también titulada Breaking Away. Estuvo protoganizada por Shaun Cassidy. Barrie, Haley y Ashton regresaron para actuar en sus papeles originales en la precuela de la serie.

### Recreación
En 1992, se estrenó la película, producida en Bollywood, Jo Jeeta Wohi Sikandar, protagonizada por Aamir Khan. Se encuentra basada en El Relevo, aunque no es una copia exacta de cada escena y tiene un argumento diferente.

### Música
La película sirvió de inspiración para la canción «One For the Cutters» de The Hold Steady, que apareció en su álbum de 2008, Stay Positive.